# Oroszországi Szociáldemokrata Munkáspárt

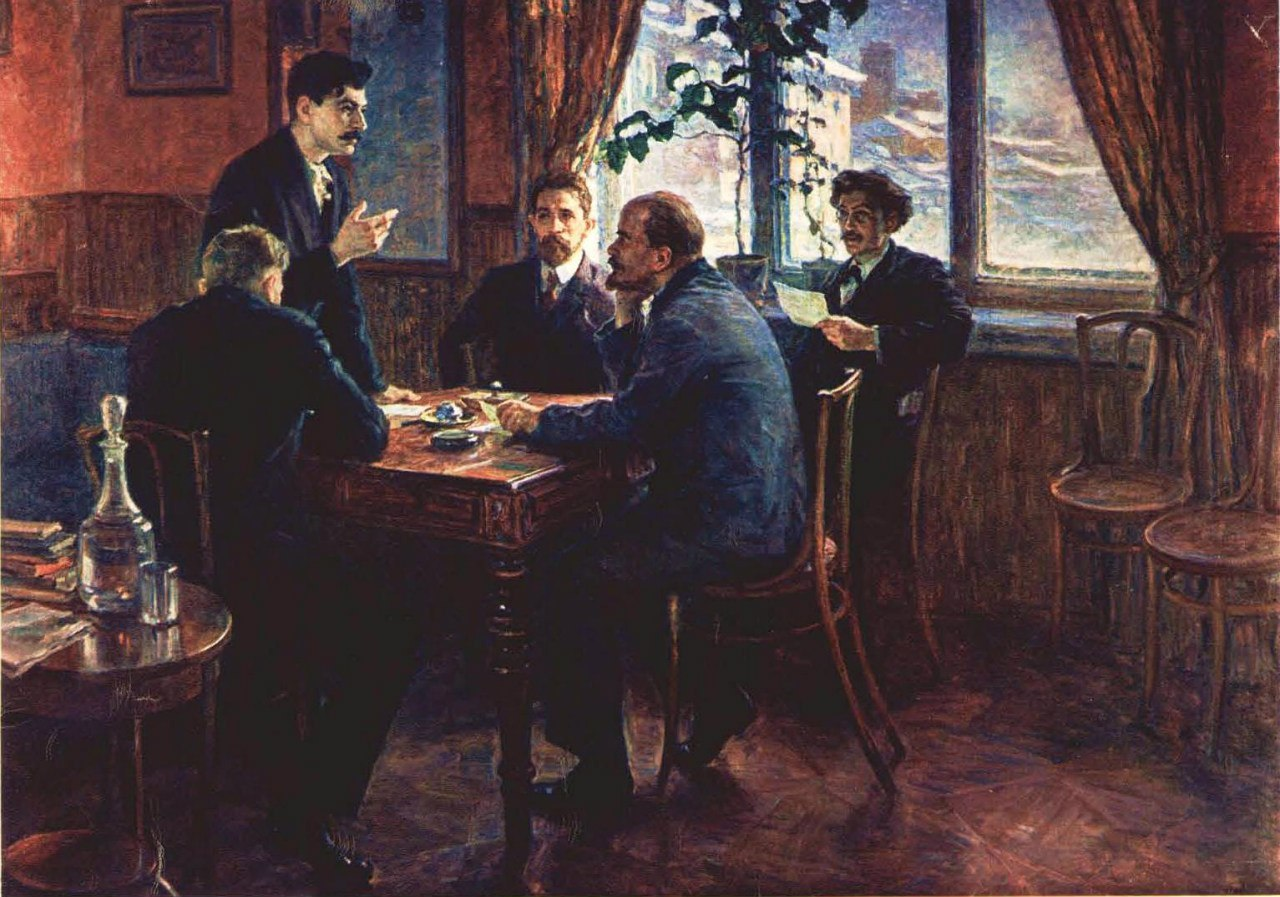
Lenin, Sztálin és más kommunisták Tamperében

Az Oroszországi Szociáldemokrata Munkáspárt, rövidítve RSZDRP (oroszul РСДРП – Российская социал-демократическая рабочая партия), vagy egyszerűen Oroszországi Szociáldemokrata Párt forradalmi szocialista párt volt, amelyet 1898-ban hoztak létre Minszkben, három forradalmi baloldali szervezet egyesítésével.
Később bolsevik és mensevik frakcióra oszlott, majd később szétszakadt, és a bolsevikok megalapították a Szovjetunió Kommunista Pártját. 1913 és 1917 közt (főleg Szentpéterváron) létezett egy kisebb, "kerületközi platform" (oroszul межрайонцы) is, amely az orosz forradalom idején beolvadt a bolsevik frakcióba.
Nem ez volt az első orosz marxista csoportosulás: 1883-ban alakult a Munka Felszabadításáért Csoport, amelyet Lenin és mások is az RSZDRP elődjének tekintettek.
Az OSZDMP első kongresszusán kilencen jelentek meg három baloldali szervezet képviseletében Minszkben, 1898. március 1. és 3. között. Ez a kongresszus nem tudott programot elfogadni (csak az öt évvel később tartott második kongresszus) és mind a kilenc delegáltat letartóztatták.
A párt a korábbi eredetű orosz forradalmi mozgalom, a narodnyikok (наро́дничество) forradalmi populizmusának elutasítása jegyében jött létre, és ugyanígy ellenezték azoknak a szociáldemokratáknak az elképzeléseit, akik később a Szociálforradalmár Párthoz (ismertebb nevén: eszerek, эсе́ры) csatlakoztak. Az RSZDRP, annak ellenére, hogy Oroszország agrárország volt, Karl Marx és Friedrich Engels tanaira alapozva alkotta meg saját programját, amelyek szerint a forradalom fő hajtóereje az ipari munkásosztály.

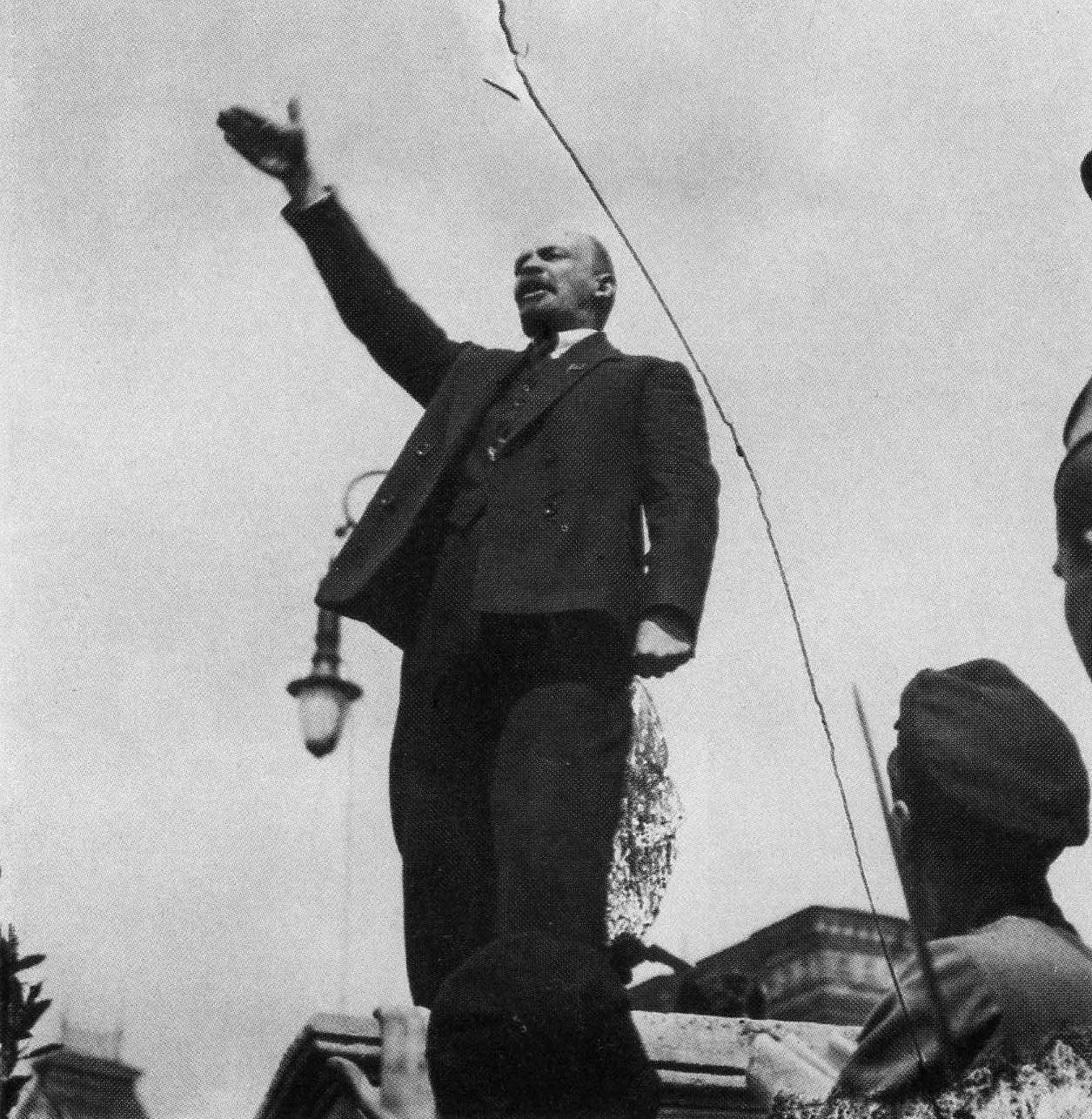
Lenin szónokol

A második kongresszus előtt csatlakozott a párthoz egy fiatal értelmiségi, Vlagyimir Iljics Uljanov (Влади́мир Ильи́ч Улья́нов), akit álnevéről inkább Lenin (Ле́нин) néven ismer a világ. Lenin 1902-ben publikálta Mi a teendő című vitairatát, amelyben azt írta le, milyen feladatokat kellene kitűznie a pártnak és ehhez milyen módszereket kell követni. "A proletariátus élcsapata" létrehozásához elkötelezett aktivisták fegyelmezett és centralizált pártjára van szükség – írta Lenin.
A második kongresszus Brüsszelben, majd Londonban ült össze 1903. július 30. és augusztus 23. között, hogy egyesítse az erőket és az elképzeléseket. Ehelyett a pártban két kibékíthetetlen frakció keletkezett: a Lenin vezette bolsevikok (большеви́к, a "többség" jelentésű orosz bolsinsztvo szóból) és a Julij Martov vezetése alatt álló mensevikek (меньшеви́к, azaz "mensinsztvo", "kisebbségi"). 
Az elnevezések nem tükrözik a korabeli erőviszonyokat, hiszen valójában a mensevikek voltak többen. A nevek egyetlen szavazás eredményéből származnak: amikor a kongresszuson arról szavaztak, ki kerüljön a párt lapja, a Szikra (Iszkra) szerkesztőségébe, a bolsevik szavazatok kerültek többségbe, és aztán már az egész kongresszuson, és később is az ezen a szavazáson győztes oldalt nevezték bolseviknek, a másikat pedig menseviknek, az erőviszonyoktól függetlenül. (A mensevikek egészen az 1917-es orosz forradalomig többségben maradtak.)
A szakadást Lenin "demokratikus centralizmusról" vallott nézetei okozták, illetve ragaszkodása ahhoz, hogy a párt álljon hivatásos forradalmárokból, korlátozva a tagfelvételt, miközben a mensevikek nyílt pártot akartak. Sok történész szerint ideológiai nézeteltérések is hozzájárultak a szakadáshoz: a bolsevikokat "forradalmi", a mensevikeket pedig "történelmi" marxistáknak tartják abban az értelemben, hogy az előbbiek majdnem azonnali proletárforradalmat akartak, az utóbbiak szerint azonban Oroszországban erre még nem érett meg az idő. A mensevikek Marx tanait inkább szó szerint értelmezve arra számítottak, hogy a proletárforradalmat meg kell előznie a polgári forradalomnak. Bár a két csoport kibékítésére sok kísérlet történt, a szakadást nem sikerült visszafordítani.
Az 1905 végén tartott összoroszországi kongresszuson már Joszif Visszarionovics Sztálin is részt vett, és itt találkozott először Leninnel. A vitában, Leninnel ellentétben, elutasította, hogy a párt vegyen részt a majdani parlamenti munkában, ehelyett harci osztagok szervezését ajánlotta. 

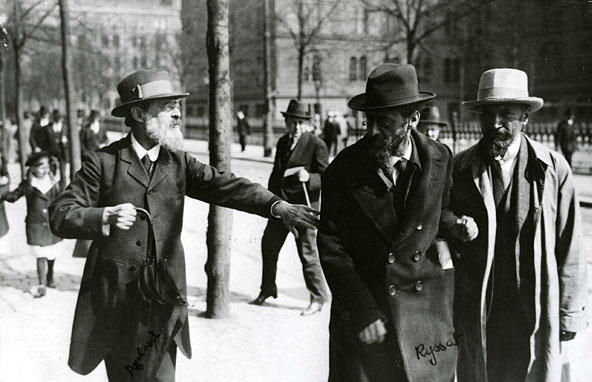
Mensevikek Stockholmban 1917 májusában (Pavel Akszelrod, Julij Martov és Alekszandr Martinov)

Az első orosz parlamenti Állami Duma választásokat 1906-ban a szociáldemokraták bojkottálták, az 1907-es Dumában azonban már az eszerekkel együtt 83 mandátumuk volt. Ezt a Dumát azzal az ürüggyel oszlatták fel, hogy a szociáldemokraták összeesküvést forralnak a hadsereg irányításának átvételére. A választási szabályok megváltoztatását követően a harmadik Dumában (1907–1912) a szociáldemokratáknak már csak 19 mandátumuk volt. A negyedik Duma (1912–1917) időszakától a párt véglegesen és az addigiaknál is nyilvánvalóbban széthasadt. A mensevikeknek öt, a bolsevikoknak hét mandátum jutott. (Az utóbbiak közt volt Roman Malinovszkij, akiről később kiderült, hogy a titkosrendőrség, az Ohrana ügynöke.)
Az 1917-es Nagy Októberi Szocialista Forradalom során a bolsevikok magukhoz ragadták a hatalmat, és 1918-ban saját pártot alapítottak, a Szovjetunió Kommunista Pártja elődjét, amelynek már nevében is szerepelt a kommunista jelző. A mensevikeket az 1921-es kronstadti felkelés után be is tiltották.